# František Stütz
František Stütz (* 13. ledna 1948) byl československý politik Komunistické strany Československa z českých zemí německé národnosti, poslanec Sněmovny národů Federálního shromáždění za normalizace.

## Biografie
K roku 1976 se profesně uvádí jako zedník. Ve volbách roku 1976 usedl do české části Sněmovny národů (volební obvod č. 36 - Most-Louny-sever, Severočeský kraj). Mandát obhájil ve volbách roku 1981 (obvod Most-Louny) a ve volbách roku 1986 (obvod Most-Louny). Ve Federálním shromáždění setrval konce funkčního období, tedy do svobodných voleb roku 1990. Netýkal se ho proces kooptací do Federálního shromáždění po sametové revoluci.